# Okręg wyborczy Great Yarmouth
Okręg wyborczy Great Yarmouth powstał w 1295 r. i wysyłał do angielskiej, a następnie brytyjskiej, Izby Gmin dwóch deputowanych. Okręg zlikwidowano w 1868 r., ale przywrócono ponownie w 1885 r. jako okręg jednomandatowy. W latach 1950–1974 okręg nosił nazwę Yarmouth. Obejmuje on miasto Great Yarmouth w hrabstwie Norfolk.

## Deputowani do brytyjskiej Izby Gmin z okręgu Great Yarmouth

### Deputowani w latach 1295–1660
- 1558–1559: William Barker
- 1563–1567: Thomas Timperley
- 1571: William Barker
- 1576–1581: Edward Bacon
- 1597–1601: Henry Hobart
- 1604–1611: Thomas Danatts
- 1604–1611: John Wheeler
- 1614: Theophilus Finch
- 1614: George Hardware
- 1621–1622: Benjamin Cowper
- 1621–1625: Edward Owner
- 1625–1626: John Corbet
- 1628–1629: Miles Corbet
- 1640–1653: Miles Corbet
- 1640–1648: Edward Owner
- 1654–1655: William Goffe
- 1654–1655: Thomas Dunn
- 1656–1659: Charles George Cook
- 1656–1659: William Burton

### Deputowani w latach 1660–1868
- 1660–1661: John Potts
- 1660–1678: William D’Oyly
- 1661–1679: William Coventry
- 1678–1679: Thomas Medowe
- 1679–1681: Richard Huntingdon
- 1679–1685: George England
- 1681–1685: James Johnson
- 1685–1689: William Cook
- 1685–1689: John Friend
- 1689–1701: George England
- 1689–1698: Samuel Fuller
- 1698–1701: John Nicholson
- 1701–1701: Samuel Fuller
- 1701–1702: John Burton
- 1701–1708: John Nicholson
- 1702–1708: Benjamin England
- 1708–1709: Roger Townshend
- 1708–1715: Richard Ferrier
- 1709–1710: Nathaniel Symonds
- 1710–1722: George England
- 1715–1722: Horatio Townshend
- 1722–1723: Charles Townshend
- 1722–1734: Horatio Walpole
- 1723–1738: William Townshend
- 1734–1768: Edward Walpole
- 1738–1747: Roger Townshend
- 1747–1756: Charles Townshend
- 1756–1784: Charles Townshend
- 1768–1784: Richard Walpole
- 1784–1790: John Jervis
- 1784–1795: Henry Beaufoy
- 1790–1796: Charles Townshend
- 1795–1796: Stephens Howe
- 1796–1796: Charles Townshend
- 1796–1802: William Loftus
- 1796–1802: Henry Jodrell
- 1802–1806: Thomas Troubridge
- 1802–1806: Thomas Jervis
- 1806–1812: Edward Harbord
- 1806–1808: Stephen Lushington
- 1808–1812: Giffin Wilson
- 1812–1818: William Loftus
- 1812–1818: Edmund Knowles Lacon
- 1818–1819: Thomas Anson, wigowie
- 1818–1835: Charles Edmund Rumbold, wigowie
- 1819–1835: George Anson, wigowie
- 1835–1837: Thomas Baring, Partia Konserwatywna
- 1835–1837: Winthrop Mackworth Praed, Partia Konserwatywna
- 1837–1847: Charles Edmund Rumbold, wigowie
- 1837–1847: William Wilshere, wigowie
- 1847–1848: lord Arthur Lennox, Partia Konserwatywna
- 1847–1848: Octavius Edward Coope, Partia Konserwatywna
- 1848–1852: Joseph Sandars, Partia Konserwatywna
- 1848–1857: Charles Edmund Rumbold, wigowie
- 1852–1857: Edmund Lacon, Partia Konserwatywna
- 1857–1857: William Torrens McCullagh, wigowie
- 1857–1857: Edward Watkin, wigowie
- 1857–1859: Adolphus William Young, wigowie
- 1857–1859: John Mellor, wigowie
- 1859–1868: Edmund Lacon, Partia Konserwatywna
- 1859–1865: Henry Stracey, Partia Konserwatywna
- 1865–1868: James Goodson, Partia Konserwatywna

### Deputowani po 1885
- 1885–1892: Henry Whatley Tyler, Partia Konserwatywna
- 1892–1895: James Marshall Moorsom, Partia Liberalna
- 1895–1906: John Colomb, Partia Konserwatywna
- 1906–1922: Arthur Fell, Partia Konserwatywna
- 1922–1924: Arthur Harbord, Partia Liberalna
- 1924–1929: Frank Cecil Meyer, Partia Konserwatywna
- 1929–1941: Arthur Harbord, Partia Liberalna, od 1931 Narodowa Partia Liberalna
- 1941–1945: Percy William Jewson, Narodowa Partia Liberalna
- 1945–1951: Ernest Kinghorn, Partia Pracy
- 1951–1966: Anthony Fell, Partia Konserwatywna
- 1966–1970: Hugh Gray, Partia Pracy
- 1970–1983: Anthony Fell, Partia Konserwatywna
- 1983–1997: Michael Carttiss, Partia Konserwatywna
- 1997–2010: Tony Wright, Partia Pracy
- od 2010: Brandon Lewis, Partia Konserwatywna